# ミリオンがいっぱい〜AKB48ミュージックビデオ集〜
『ミリオンがいっぱい～AKB48ミュージックビデオ集～』（ミリオンがいっぱい～AKB48ミュージックビデオ集～）は、AKB48の3作目のミュージック・ビデオ集。2013年9月11日発売。発売元はAKS。

## 収録曲

### DISC 1
1. Everyday、カチューシャ (music clip / Dance ver. / Drama ver.)
2. これからWonderland
3. ヤンキーソウル
4. 人の力
5. フライングゲット (Music Video 武闘映画「紅の八月〜フライングゲット篇」 / 「フライングゲット」ダンシングバージョン / 武闘映画「紅の八月〜頂上決戦篇」)
6. 抱きしめちゃいけない
7. 青春と気づかないまま
8. アイスのくちづけ

### DISC 2
1. 風は吹いている (Music Video / DANCE! DANCE! DANCE! ver.)
2. 君の背中
3. Vamos
4. ゴンドラリフト
5. 上からマリコ
6. ノエルの夜
7. 隣人は傷つかない
8. ゼロサム太陽
9. 呼び捨てファンタジー
10. GIVE ME FIVE! (Music Video / TV ver.)
11. スイート&ビター
12. NEW SHIP
13. 羊飼いの旅

### DISC 3
1. 真夏のSounds good ! (Music Video / -Dance ver.-)
2. 3つの涙
3. ちょうだい、ダーリン!
4. ぐぐたすの空
5. チームB推し
6. ファースト・ラビット
7. 桜の花びら 〜前田敦子 solo ver.〜
8. 重力シンパシー
9. 水曜日のアリス
10. そのままで
11. 涙に沈む太陽
12. 君のc/w
13. 1994年の雷鳴
14. 思い出す度につらくなる
15. お手上げララバイ

### DISC 4
1. ギンガムチェック
2. なんてボヘミアン
3. ドレミファ音痴
4. Show fight !
5. 夢の河
6. UZA (Music Video / -Dance ver.-)
7. 次のSeason
8. 孤独な星空
9. スクラップ&ビルド
10. 正義の味方じゃないヒーロー

### DISC 5
1. 永遠プレッシャー
2. とっておきクリスマス
3. 永遠より続くように
4. So long ! (The Movie / Music Video)
5. Waiting room
6. Ruby
7. 夕陽マリー
8. そこで犬のうんち踏んじゃうかね?

### DISC 6
1. さよならクロール (Music Video / 〜水着ver.〜)
2. バラの果実
3. イキルコト
4. How come ?
5. ロマンス拳銃
6. ハステとワステ
7. 鉄拳パラパラ漫画〜So long !〜
8. 鉄拳パラパラ漫画〜夢の河〜
9. 鉄拳パラパラ漫画〜ファースト・ラビット〜
10. ギンガムチェック〜高橋栄樹監督ver.〜
11. Sugar Rush
12. 走れ!ペンギン (Music Video / 〜other ver.〜)
13. キンモクセイ
14. 素敵な三角関係
15. 旅立ちのとき
16. AKBフェスティバル
17. キミが思ってるより…
18. デッサン
19. ハートのベクトル
20. 女神はどこで微笑む?